# Tuchenicze
Tuchenicze, Tiuchenicze (biał. Цюхінічы, ros. Тюхиничи) – wieś w obwodzie brzeskim, w rejonie brzeskim, w sielsowiecie motykalskim Białorusi.
Znajduje się tu parafialna cerkiew prawosławna pw. Włodzimierskiej Ikony Matki Bożej.

## Geografia
Miejscowość położona nad rzeką Leśną, między wsiami Skoki, Stara Wieś, Kowerdziaki oraz miastem Brześć.

## Historia
W XIX w. Tuchenicze znajdowały się w gminie Motykały w powiecie brzeskim guberni grodzieńskiej. 
W okresie międzywojennym wieś należała do gminy Motykały w powiecie brzeskim województwa poleskiego.
Po II wojnie światowej w granicach Białoruskiej SRR i od 1991 r. w niepodległej Białorusi.